# Roman Szarejko
Roman Szarejko (ur. 16 lutego?/1 marca 1900 w Wołkowysku, zm. 12 stycznia 1990 w Warszawie) – polski specjalista cukrownictwa.

## Lata młodości i kariera zawodowa
Syn urzędnika skarbowego Kazimierza i Franciszki, brat stryjeczny Wacława. W 1908 roku rozpoczął naukę w rosyjskim gimnazjum w Grodnie, a od 1916 roku uczył się w Polskiej Realnej Szkole Centralnego Komitetu Obywatelskiego Królestwa Polskiego w Moskwie, gdzie 23 marca 1918 roku zdał maturę. Niedługo później przyjechał do Polski i wstąpił do armii. Uczestniczył w wojnie polsko-bolszewickiej. Po demobilizacji rozpoczął studia na Wydziale Mechanicznym Politechniki Warszawskiej, gdzie wiosną 1921 roku dołączył do korporacji akademickiej Welecja. W 1924 roku, jeszcze przed ukończeniem studiów, został asystentem w katedrze części maszyn. 25 stycznia 1926 roku obronił pracę inżynierską, dotyczącą tłokowych silników parowych i otrzymał dyplom inżyniera mechanika. We wrześniu tegoż roku rozpoczął pracę w cukrowni Zduny, początkowo jako kierownik warsztatu, a następnie jako zastępca i pomocnik mechanika fabrycznego. W 1929 roku został zatrudniony jako kierownik działu mechanicznego w Przedsiębiorstwie Górniczym, Hutniczym i Hydrotechnicznym M. Łempicki S.A. w Sosnowcu. W latach 1935–1937 pełnił funkcję naczelnika Głównych Warsztatów PKP w Tarnowie. Później pracował w przemyśle zbrojeniowym, najpierw jako kierownik działu ruchu w Zbrojowni nr 2 na warszawskiej Pradze, a od października 1938 pełniąc funkcję inspektora technicznego w Okręgowym Departamencie Uzbrojenia Ministerstwa Spraw Wojskowych.

## II wojna światowa i dalsze losy
Podczas okupacji niemieckiej zajmował stanowisko głównego mechanika w cukrowni Łubna, a także współpracował z Armią Krajową, współorganizując w Kazimierzy Wielkiej tajne nauczanie w zakresie szkoły średniej. Po wojnie pełnił przez krótki czas funkcję dyrektora ww. cukrowni, natomiast pod koniec 1945 roku został dyrektorem technicznym Okręgowego Zjednoczenia Przemysłu Cukrowniczego w Poznaniu. Piastując to stanowisko, kierował odbudową i modernizacją cukrowni Żnin, Wschowa, Gniezno i Góra Śląska. W grudniu 1945 został członkiem komitetu założycielskiego Naczelnej Organizacji Technicznej jako przedstawiciel techników cukrowników. W 1946 roku był współorganizatorem Stowarzyszenia Pracowników Technicznych Przemysłu Cukrowniczego. W 1950 roku organizacja ta została włączona do Stowarzyszenia Inżynierów i Techników Przemysłu Rolnego i Spożywczego, a Szarejko został jego prezesem. Pełnił tę funkcję do 1953 roku, po czym do 1955 roku był wiceprezesem tegoż stowarzyszenia. Jednocześnie od 1949 roku zajmował stanowisko dyrektora Departamentu Inwestycji Ministerstwa Przemysłu Rolnego i Spożywczego, był także przewodniczącym resortowej komisji oceny projektów inwestycyjnych. Z pracy w ministerstwie zrezygnował z przyczyn zdrowotnych i został konsultantem głównego mechanika Zjednoczenia Przemysłu Cukrowniczego. W 1957 roku, gdy ze Stowarzyszenia Inżynierów i Techników Przemysłu Rolnego i Spożywczego wyodrębniło się Stowarzyszenie Techników Cukrowników, Szarejko został członkiem jego prezydium oraz wiceprzewodniczącym zarządu głównego. W 1965 roku przeszedł na emeryturę, po czym pracował jako główny specjalista w Biurze Projektów Przemysłu Cukierniczego „Cukroprojekt” w Warszawie. W latach 1971–1977 był konsultantem w Wydziale Mechanicznym Instytutu Przemysłu Cukrowniczego. Zmarł 12 stycznia 1990 w Warszawie, został pochowany na cmentarzu komunalnym Północnym.

## Osiągnięcia
Był autorem szesnastu patentów w dziedzinie cukrownictwa oraz wielu artykułów dotyczących organizacji przemysłu, zagadnień aparaturowo-procesowych produkcji cukru, gospodarki cieplnej cukrowni oraz układów technologiczno-aparaturowych. W 1969 roku został członkiem honorowym Stowarzyszenia Techników Cukrowników. Odznaczony został Złotym Krzyżem Zasługi (1951), Krzyżem Kawalerskim Orderu Odrodzenia Polski (1954) i Orderem Sztandaru Pracy I klasy (1959). Otrzymał także Złotą Odznakę Honorową Naczelnej Organizacji Technicznej (1955), Honorową Odznakę Stowarzyszenia Techników Cukrowników (1979) i Medal im. Bolesława Rumińskiego (1980).

## Życie osobiste
26 grudnia 1923 poślubił Janinę Rawicz Rudzińską (1904–1989). Miał z nią troje dzieci: Zofię i Halinę, które zostały lekarkami oraz Jana, technika cukrownictwa.